# Noordse combinatie op de Olympische Winterspelen 1936

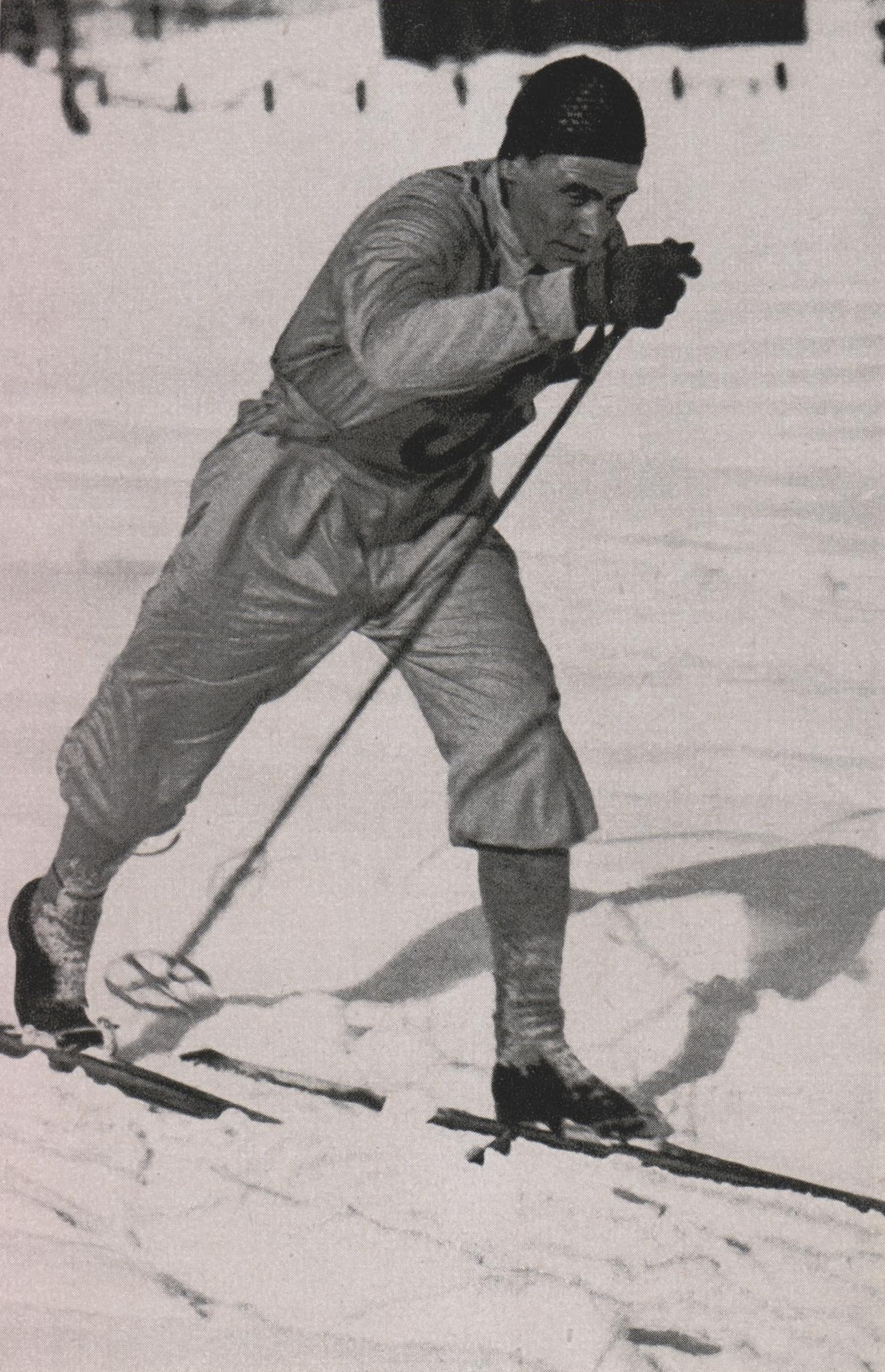
Oddbjørn Hagen tijdens de Noordse combinatie op de Olympische Winterspelen 1936

Noordse combinatie is een van de sporten die beoefend werden tijdens de Olympische Winterspelen 1936 in Garmisch-Partenkirchen.

## Heren
| rang   | sporter(s)         | land | totaal (ptn) |
| ------ | ------------------ | ---- | ------------ |
| Goud   | Oddbjørn Hagen     | NOR  | 430.3        |
| Zilver | Olaf Hoffsbakken   | NOR  | 419.8        |
| Brons  | Sverre Brodahl     | NOR  | 408.1        |
| 4      | Lauri Valonen      | FIN  | 401.2        |
| 5      | František Šimůnek  | TCH  | 394.3        |
| 6      | Bernt Østerkløft   | NOR  | 393.8        |
| 7      | Stanisław Marusarz | POL  | 393.3        |
| 7      | Timo Murama        | FIN  | 393.3        |